# Accord Schreurs-Couvreur
 (mai 2008).
Si vous disposez d'ouvrages ou d'articles de référence ou si vous connaissez des sites web de qualité traitant du thème abordé ici, merci de compléter l'article en donnant les références utiles à sa vérifiabilité et en les liant à la section « Notes et références ».
L’accord Schreurs-Couvreur (du nom de Fernand Schreurs, avocat et secrétaire du Congrès national wallon et Walter Couvreur, professeur à l'université de Gand), est une des grandes manifestations de dialogue entre autonomistes flamands et wallons depuis que se pose la question nationale en Belgique. Cet accord eut un immense retentissement dans la presse lorsqu'il fut signé le 3 décembre 1952, même s'il n'engageait évidemment que des militants (50 Wallons et 50 Flamands significatifs le signèrent) Cet accord n'est nullement sans précédent. Malgré les vives oppositions entre Wallons et Flamands, le contact a été sans cesse recherché en vue d'arriver, le plus souvent avec ce type de personnes engagées, à un accord sur le fédéralisme belge, qui sera ensuite élaboré au sein de la Chambre et du Sénat, parfois par des personnalités qui participèrent à ces contacts.

## Des contacts depuis la Première Guerre mondiale
L'une des premières tentatives de contact eut lieu à la fin de la Première Guerre mondiale entre les dirigeants de l'Opinion wallonne et de Ons Vaderland, un journal wallon et un journal flamand paraissant en France sous la censure de l'armée belge. L'essentiel de l'accord consiste à instaurer un autogouvernement des deux peuples, les Wallons et les Flamands, après la guerre. La courte parenthèse très unitariste d'après la guerre rendra l'accord obsolète. En 1920 Auguste Buisseret déposa un projet de rencontre avec les Flamands sur le bureau de l'Assemblée wallonne, mais sans succès. En 1923, Raymond Colleye qui avait créé le Parti fédéraliste wallon constitue avec des militants flamands un organe permanent de rencontre. Il s'agit toujours de projets fédéralistes. Mais la tentative n'aboutit pas. Quelque temps plus tard le Congrès de la Ligue d'action wallonne adopte en juillet 1926 le principe de contacts à nouer avec les Flamands, mais les tensions s'avivent, notamment avec l'élection d'Auguste Borms.
En mars 1929, de manière plus significative, dans le cadre au moins officieux du POB est signé un Compromis des Belges avec, notamment Camille Huysmans et Jules Destrée, sur le principe de l'intégrité culturelle de la Wallonie et de la Flandre, dans une perspective cependant plus décentralisatrice que fédéraliste. En 1930, Georges Truffaut entre en contact avec le groupe Internacia d'Anvers : la réunion d'esprit fédéraliste vise à récuser tout impérialisme de part et d'autre. Le président de l'Association wallonne du personnel de l'État est de même en 1930 également en contact avec des fonctionnaires flamands. L'abbé Jacques Mahieu poursuit des contacts très discrets avec des représentants du VNV entre 1936 et 1940. Le Congrès national wallon de 1945 propose aussi des contacts avec les Flamands. Ceux-ci s'effectueront en 1951 à la fois au sein du Centre Harmel et en dehors. Le Centre Harmel pouvant être aussi considéré parmi les contacts exploratoires entre Flamands et Wallons, mais l'organisme (même s'il est dédaigné par la presse et le Parlement), a une origine officielle.

## L'accord Schreurs-Couvreur
À partir de mars 1952, des réunions périodiques permettent à Maurice Bologne, Jean Pirotte, Jean Van Crombrugge d'aller plus avant avec des militants flamands comme A.J.Aernouts, J.Braeckman, Walter Couvreur (professeur à l'université de Gand). Ils mettent en cause l'unitarisme belge, la centralisation excessive du pays et prônent en semble le fédéralisme. Le 3 décembre 1952, ils présentent un Manifeste à la presse où une série de principes sont énoncés :
– il y a en Belgique deux peuples distincts ;
– il faut fixer la frontière qui les délimite ;
– les deux Parlements des deux États fédérés à créer sont en principe compétents dans tous les domaines, hormis une série de compétences limitées dévolues à l'État fédéral et consignées dans la Constitution belge ;
– la capitale Bruxelles a un statut spécial.
La publication eut un énorme retentissement. Plus de 1250 articles de presse lui furent consacrés tant en Flandre qu'en Wallonie et à Bruxelles. En Wallonie les milieux politiques de gauche approuvent l'accord, de même que Wallonie libre, des personnalités comme Jean Rey, le Cercle des étudiants wallons de l'ULB etc. Le PSC s'abstient mais le Mouvement des provinces wallonnes (mouvement wallon plutôt opposé au fédéralisme), rejette l'accord. En Flandre, l'accueil est plus mitigé, sauf de la part des anciens combattants flamands. Les partis traditionnels ne réagissent pas nécessairement de manière négative et une Commission des affaires régionales se crée au sein du Parti libéral (Belgique), de même qu'au sein du PSB.
Ensuite sur la base du projet de fédéralisme élaboré par le Congrès national wallon de 1945, puis la proposition de Joseph Merlot à la Chambre, les deux groupes de l'accord Schreurs-Couvreur entreprennent de rédiger une Constitution. Celle-ci organise deux États régionaux et un Territoire spécial de Bruxelles. Le 18 septembre 1953, un projet de révision de la Constitution est déposé.

## Poursuite des contacts
Le 17 octobre 1954, un Collège wallo-flamand est constitué, composé paritairement de dix Flamands et dix Wallons. De nombreuses réunions ont lieu et même, en août 1956, le groupe est reçu par le ministre de l'Intérieur Vermeylen. Les contacts reprennent en 1960 sous la houlette de Maurice Bologne et Claude Daenen préfet de l'Athéne de Tirlemont. Le 16 mai 1961, un nouveau Manifeste est publié. Le contexte est plus favorable car la grève générale de l'hiver 1960-1961 a fortement popularisé l'idée du fédéralisme. Des colloques sont organisés tant à Liège qu'à Charleroi en vue de déterminer convergences et divergences entre fédéralistes wallons et flamands. Le 15 octobre, une rencontre des fédéralistes wallons et flamands a lieu au palais des congrès de Liège. On y verra intervenir notamment Maurice Bologne, Claude Daenen et même un certain Wilfried Martens, de même qu'un député de la Volksunie, Daniel Deconnink. En mai 1967, le journal catholique flamand De Standaard dans l'esprit du dialogue entre Wallons et Flamands, donne la parole à François Perin (qui va fonder le Rassemblement wallon et est déjà député), André Magnée, Albert Parisis (tous les deux élus du PSC), André Genot de la FGTB. Enfin, le 23 septembre 2007 le Rassemblement Populaire Wallon signe et publie une déclaration commune avec la Vlaams-Socialistische Beweging sous le titre La Belgique, obstacle pour une coopération flamando/wallonne.
On pourrait dire que ces nombreux contacts, parfois plus confidentiels, parfois intensément suivis par la presse, ont ouvert la voie à des discussions politiques au plus haut niveau qui se poursuivent encore aujourd’hui et ont abouti à réformer profondément la Belgique dans le sens du fédéralisme. Un observateur étranger comme Christophe Traisnel dans une thèse de doctorat récente présentée tant à Montréal que Paris, notait que l'habitude s'est maintenue jusqu'à aujourd'hui, dans les milieux flamands et wallons les plus radicaux (sauf avec le Vlaams Belang), d'inviter à l'occasion de travaux, colloques, émissions, congrès, meetings, un orateur de l'autre communauté, que l'on soit en Flandre ou en Wallonie. Cette tradition s'est poursuivie notamment dans le cadre de l'Institut Jules Destrée ou, côté flamand avec le ministre d'État récemment décédé Hugo Schiltz, notamment dans sa revue Vlaanderen Morgen.